# Ischnoptera mura
Ischnoptera mura es una especie de cucaracha del género Ischnoptera, familia Ectobiidae. Fue descrita científicamente por Rehn en 1932.
Habita en Brasil.